# Negreira
Negreira es un municipio de Galicia (España) que se encuentra al oeste de Santiago de Compostela. Limita con los municipios de Ames, La Baña, Brión, Outes, Mazaricos y Santa Comba, en la provincia de La Coruña.
Cuenta con una población de 6961 habitantes (INE 2024).

## Geografía
Sobre el río Tambre, la villa de Negreira ocupa una situación estratégica entre lo que fue la gran vía per loca marítima que, desde Grandimirun (Brandomil), llevaba a Aquis Celenis (Caldas de Reyes), y la vía fluvial del Tambre, que comunica las comarcas del centro de Galicia con las costeras de Noya. Asentada en el valle del Río Barcala, es hoy el centro comercial de una comarca que mantiene la villa con un movimiento demográfico positivo. 
Asimismo la cercanía a Santiago de Compostela y la construcción del corredor Santiago-Noya, que posibilita realizar el trayecto entre Negreira y Santiago en 15 minutos, junto al precio de la vivienda (mucho menor que en zonas próximas como Bertamiráns o Brión), provocan que el pueblo esté experimentado un crecimiento de la población continuado.

## Economía
La economía de la zona es básicamente rural, aunque en los últimos años se orienta hacia la ganadería intensiva; en la zona está presentes industrias importantes, como la cooperativa agroalimentaria Feiraco, que comercializa sus productos por buena parte de España. El sector servicios está centrado casi exclusivamente en la villa nicrariense.

## Fiestas locales
- San Cristóbal: jueves, viernes y sábado de la segunda semana de julio.
- Santa Margarita: penúltimo domingo y lunes de septiembre.

## Geografía humana

### Demografía
| Gráfica de evolución demográfica de Negreira entre 1842 y 2021                                                                                             |
| |
| Población de derecho según los censos de población del INE Población de hecho según los censos de población del INEEn estos censos se denominaba Aro: 1842 |

| Evolución de la población de Negreira (1997-2023) | Evolución de la población de Negreira (1997-2023) | Evolución de la población de Negreira (1997-2023) | Evolución de la población de Negreira (1997-2023) | Evolución de la población de Negreira (1997-2023) | Evolución de la población de Negreira (1997-2023) | Evolución de la población de Negreira (1997-2023) | Evolución de la población de Negreira (1997-2023) | Evolución de la población de Negreira (1997-2023) | Evolución de la población de Negreira (1997-2023) | Evolución de la población de Negreira (1997-2023) | Evolución de la población de Negreira (1997-2023) | Evolución de la población de Negreira (1997-2023) | Evolución de la población de Negreira (1997-2023) | Evolución de la población de Negreira (1997-2023) | Evolución de la población de Negreira (1997-2023) |
| ------------------------------------------------- | ------------------------------------------------- | ------------------------------------------------- | ------------------------------------------------- | ------------------------------------------------- | ------------------------------------------------- | ------------------------------------------------- | ------------------------------------------------- | ------------------------------------------------- | ------------------------------------------------- | ------------------------------------------------- | ------------------------------------------------- | ------------------------------------------------- | ------------------------------------------------- | ------------------------------------------------- | ------------------------------------------------- |
| 1996                                              | 1998                                              | 1999                                              | 2001                                              | 2003                                              | 2005                                              | 2007                                              | 2009                                              | 2011                                              | 2013                                              | 2015                                              | 2017                                              | 2019                                              | 2021                                              | 2023                                              | 2024                                              |
| 6.707                                             | 6.595                                             | 6.594                                             | 6.570                                             | 6.529                                             | 6.519                                             | 6.453                                             | 6.941                                             | 7.077                                             | 7.091                                             | 6.936                                             | 6.883                                             | 6.827                                             | 6.775                                             | 6.901                                             | 6.961                                             |

## Deportes
En el año 2010 lo que era la antigua Asociación Deportiva Nicrariense (ADN) se fusionó con la Sociedad Deportiva Negreira (S.D. Negreira) para que la entidad de la S.D. Negreira pudiera continuar en la 3.ª división (Galicia) y así poder sanear las cuentas del equipo y, por otro lado, poder subir a jóvenes del filial a la 3.ª división para que adquieran experiencia con los partidos y poder prosperar en su carrera deportiva. En el año 1977 se funda el equipo de fútbol de veteranos de Negreira, para dar una continuidad en la práctica de ese deporte a aquellos jugadores de Negreira que por la edad lo dejaban de practicar de forma federada. En el año 1980 se comienza a disputar por parte de este equipo un torneo internacional de fútbol veterano con el equipo portugués de Serzedo y que se sigue disputando hoy en día, si bien desde el año 2002 la organización del mismo corre a cargo del equipo de superveteranos fundado en ese mismo año. Todo esto daría como fruto un hermanamiento institucional entre ambas localidades en 1990. En el año 2007 se constituye como Asociación Deportivo Cultural Negreira Veteranos, tratando de dar un nuevo impulso a sus actividades y diversificando las ofertas deportivas entre sus asociados.
En cuánto al fútbol sala, el C.D. La Crema se funda en 2005, ascendiendo rápidamente hacia 1.ª División Nacional "B", equivalente a 3.ª división. Usa principalmente jugadores de la contorna Barcalesa y Santiaguesa, obteniendo un gran rendimiento en poco tiempo. Sin embargo, la falta de apoyo económico hace que el club entre en una delicadísima situación al borde de la desaparición a partir del año 2010, consumándose esta en el 2013. Por otra banda en el 2008 se fundó en Negreira el Club Ciclista de Negreira para hacer que el deporte de bicicleta prolifere en esta zona, tanto que tiene numerosos integrantes (cerca de 20 miembros jóvenes y 20 miembros adultos). Además de esto, el concello de Negreira ofrece una amplia oferta de actividades deportivas como: actividades pre deportivas, atletismo, baloncesto, balonmano, deportes de contacto, fútbol sala, karate, multideporte, tenis, patinaje, voleibol, gimnasia de mantenimiento, gimnasia para mayores y gimnasia rítmica y artística.
Los deportes de naturaleza son un referente en toda la zona, pudiendo realizarse diferentes disciplinas. Recorrer el río Tambre en kayak es una actividad que permite descubrir una increíble belleza fluvial. El río Corzán está equipado con descuelgues para la práctica del "Descenso de cañones", disfrutando de sus cascadas, toboganes y piscinas naturales. La escalada tiene su cita en lugares artificiales equipados, a tan solo cinco minutos del casco urbano en un paraje de extraordinaria belleza y en los lindes con el concello vecino de Outes en la Piedra Serpal, elevada por encima del Santuario de San Juan de O Carballoso. Un enorme bloque de granito con forma de aleta de tiburón, con dieciocho vías de escalada que van desde los 5 hasta los 35 metros; desarrollada sobre extraordinarias y limpias fisuras y el grano característico de este tipo de roca. La vista desde esta zona sobre la ría de Muros-Noia es fabulosa, alcanzando en la visión hasta el Monte Pindo, Santiago de Compostela y el cañón del río Tambre que está a sus pies. También es posible la práctica de kayak de aguas bravas, el relajante senderismo y de salidas en bicicleta de montaña. Estas actividades se recogen en una guía publicada en el 2003: 40 aventuras al final del camino.

## Cultura
Negreira es un referente en cuanto a la música, sobre todo en el ámbito de la enseñanza, ya que cuenta con una escuela de música donde estudian cada año más de 150 alumnos. Esta escuela de música tiene una oferta educativa muy amplia, impartiendo clases de instrumentos como flauta travesera, clarinete, saxofón, trompeta, trombón, tuba, trompa, percusión, piano, violín, gaita, guitarra y acordeón. La peculiaridad de su escuela, es que oferta clases musicales también para adultos. En las audiciones de Navidad y fin de curso, los alumnos de la escuela de música interpretan lo aprendido durante el curso en el auditorio del centro sociocultural de Negreira, un evento muy demandado entre sus vecinos.
La sede de la Escuela de Música de Negreira es la Casa de Cultura del propio Ayuntamiento, en la que existen aulas para impartir teoría musical o modalidades musicales como percusión. Para matricularse en la escuela se puede hacer presencialmente en la biblioteca de la Casa de la Cultura o en su página web. La Escuela de Música cuenta con su propia banda formada a partir de alumnos y exalumnos, la Banda de Música Ateneo de Negreira. Esta banda de música se formó en el año 1998 de la mano del, por aquel entonces director de la escuela, Vicente Martín Arastey. Desde su comienzo, fueron muchas las actuaciones que llevaron a cabo: concierto de inauguración de la nueva planta de la cooperativa de Feiraco, grabación para el programa internacional Galicia Enteira de la TVG, concierto en Puentes de García Rodríguez, Candeán, Santiago de Compostela, Cee, Corcubión, etc. Participó en festivales en diversas localidades como Puentecesures, Brión o Lousame. Su actuación estelar se produce en el año 2001, cuando la agrupación fue invitada a participar en el programa de las fiestas locales de una de las bandas de más fama de toda España: La Primitiva de Llíria (Valencia).
Actualmente, la Banda de Música Ateneo de Negreira cuenta con unos cuarenta músicos, la mayoría alumnos de la escuela municipal, y sigue ofreciendo conciertos, organizando encuentros de banda y llevando a cabo otras actividades que fomentan la participación del pueblo y el entusiasmo de los músicos más jóvenes. La banda pertenece a la Federación Galega de Bandas de Música Populares y está acogida dentro del plan cultural de la Diputación Provincial de la Coruña.  Desde finales del 2004, el puesto de director lo ocupa Raúl Martín Niñerola. En los últimos años, la Banda de Música Ateneo de Negreira ha colaborado con distintas agrupaciones como Ultreia OCT o el coro Picoro de Noia. Dentro de su programación anual, sus conciertos más importantes son el Festival de Bandas del Concello de Negreira, celebrado en septiembre, el concierto de Santa Cecilia y el concierto de las Letras Galegas. 
La riqueza cultural que aporta la escuela de música municipal de Negreira ha destacado en la formación de agrupaciones musicales que han visto sus inicios en las paredes de dicha escuela. Destacan los grupos Bocinazo Rural Rock o Closer, ganadores del concurso Outra + Outra 2016 y el Xuventude Crea 2018. También destaca la Charanga Mekánika, todo un referente dentro del panorama de verbenas y agrupaciones similares de Galicia, que han hecho numerosas apariciones televisivas tanto a nivel autonómico como nacional. 
En Negreira existen dos eventos musicales clave durante el verano que son el Nicrarock, celebrado en el mes de julio, y el Noitefolk, en agosto. Además, en el año 2018, Negreira fue la sede del primer festival de música del sello discográfico Teen Records, acogiendo a artistas como Ataque Escampe, The Rapants, Lisdexia o Treboada Rock. 
Desde hace 13 años, el último fin de semana de agosto, el pueblo de Negreira acoge la famosa Feira do Románico, que durante tres días, desarrolla diversas actividades lúdicas de época para todas las edades, entre las que no pueden faltar animaciones musicales que llenen las calles de alegría y diversión. La Feira do Románico se sitúa en plena zona vieja, a los alrededores del Pazo do Cotón, y oferta juegos tradicionales para niños, puestos de comida y bebida, y un gran número de puestos artesanos de ropa y joyas entre otros. Entre los distintos espectáculos que constituyen la feria, destacan la exhibición de cetrería, el espectáculo pirotécnico y el desfile del grupo de teatro "Errantes" que pone el cierre final a 3 días de ambientación en el siglo XII.
Enclavada en el Camino de Santiago (Camino de Finisterre), la localidad cuenta con un albergue público del Jacobeo, y, actualmente, están abriendo sus puertas varios albergues de iniciativa privada en el centro de la cabecera municipal.

## Radio municipal
Este proyecto nació en el año 1988 en un pequeño estudio, situado en la Casa de la Cultura. Desde 1991, cuenta con unas instalaciones con un control, estudio locutorio y una sala de redacción. Todo ello tuvo lugar bajo el mandato del alcalde José Manuel López Tuñas, miembro del Partido Socialista. Los gastos de la emisora corren a gastos del ayuntamiento. Dispone de una programación de lunes a viernes, de 9:00 a 20:30; mientras que los fines de semana emiten radio fusión.

## Educación
Negreira dispone de varios centros de educación pública que abarcan todos los niveles educativos: Escuela infantil municipal, que atiende el primer ciclo da Educación Infantil en sus tres niveles, entre los 3 meses y los 3 años de edad. La escuela puede atender un máximo de 41 niños: 8 hasta 1 año, 13 de entre 1-2 años y 20 de 2-3 años.
Instituto de educación secundaria IES Xulián Magariños, en dónde se imparte Educación Secundaria Obligatoria, Bachillerato, Ciclos formativos de Grado Medio de Informática, Ciclos formativos de Grado Superior de Administración de Sistemas Informáticos, Formación Profesional Básica y, desde el curso 2010-11, es sede de la Escuela Oficial de Idiomas de Santiago de Compostela.

## Monumentos
Son muchos los lugares singulares y de gran valor paisajístico que se pueden encontrar a lo largo y ancho de este ayuntamiento; no obstante, se citan aquí únicamente varios puntos de interés arquitectónico o de una belleza excepcional que se encuentran muy próximos a la capital del ayuntamiento negreirés.
- Pazo do Cotón
- Pazo da Albariña
- Ponte Maceira, entre los municipios de Negreira y Ames.

## Parroquias
Parroquias que forman parte del municipio:
- Albite[7]
- Aro (San Vicente)
- Arzón (San Cristobo)
- Broño (San Martiño)
- Bugallido (San Pedro)
- Campelo (San Félix)
- Campolongo (Santa Cruz)
- Cobas (Santa María)
- Gonte (San Pedro)
- Jallas[7]
- Landeira (San Esteban)
- La Pena[7]
- Liñayo[7]
- Logrosa (San Eleuterio)
- Lueiro (Santa Eulalia)
- Portor (Santa María)
- Zas (San Mamede)

## Galería de imágenes
Negreira

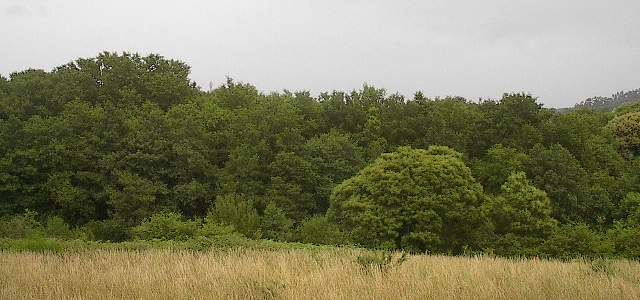
Bosque al lado de Negreira.

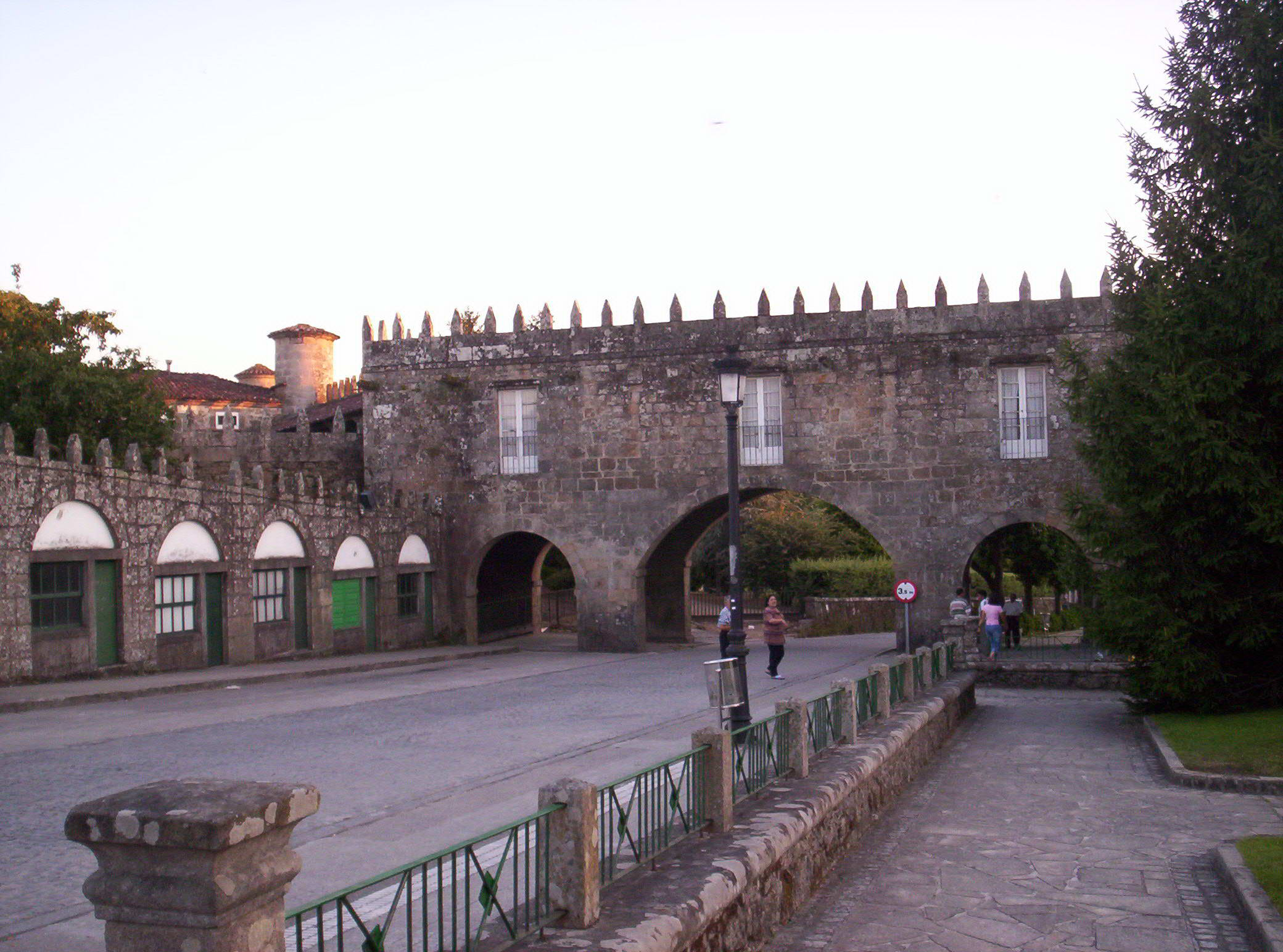
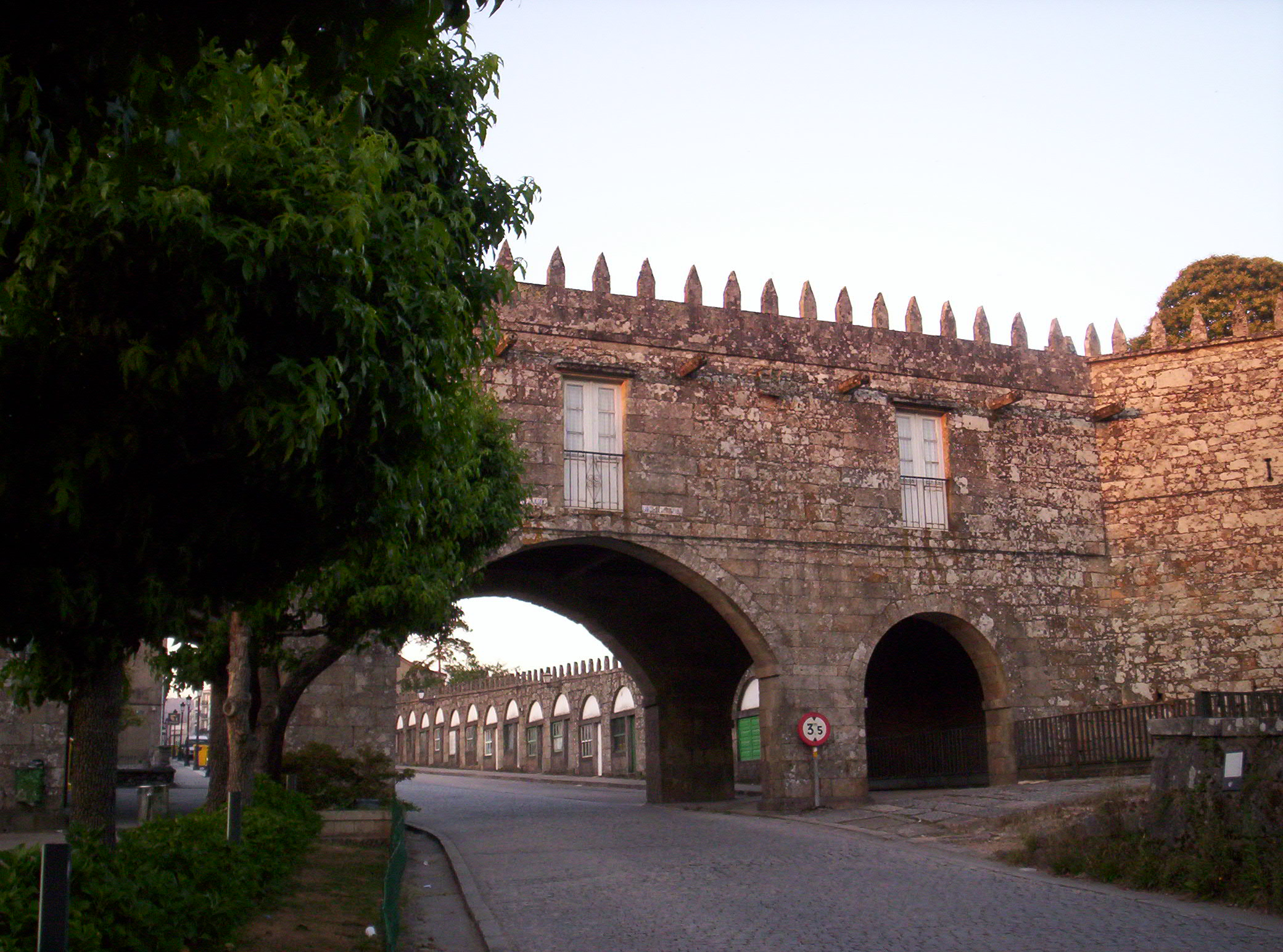
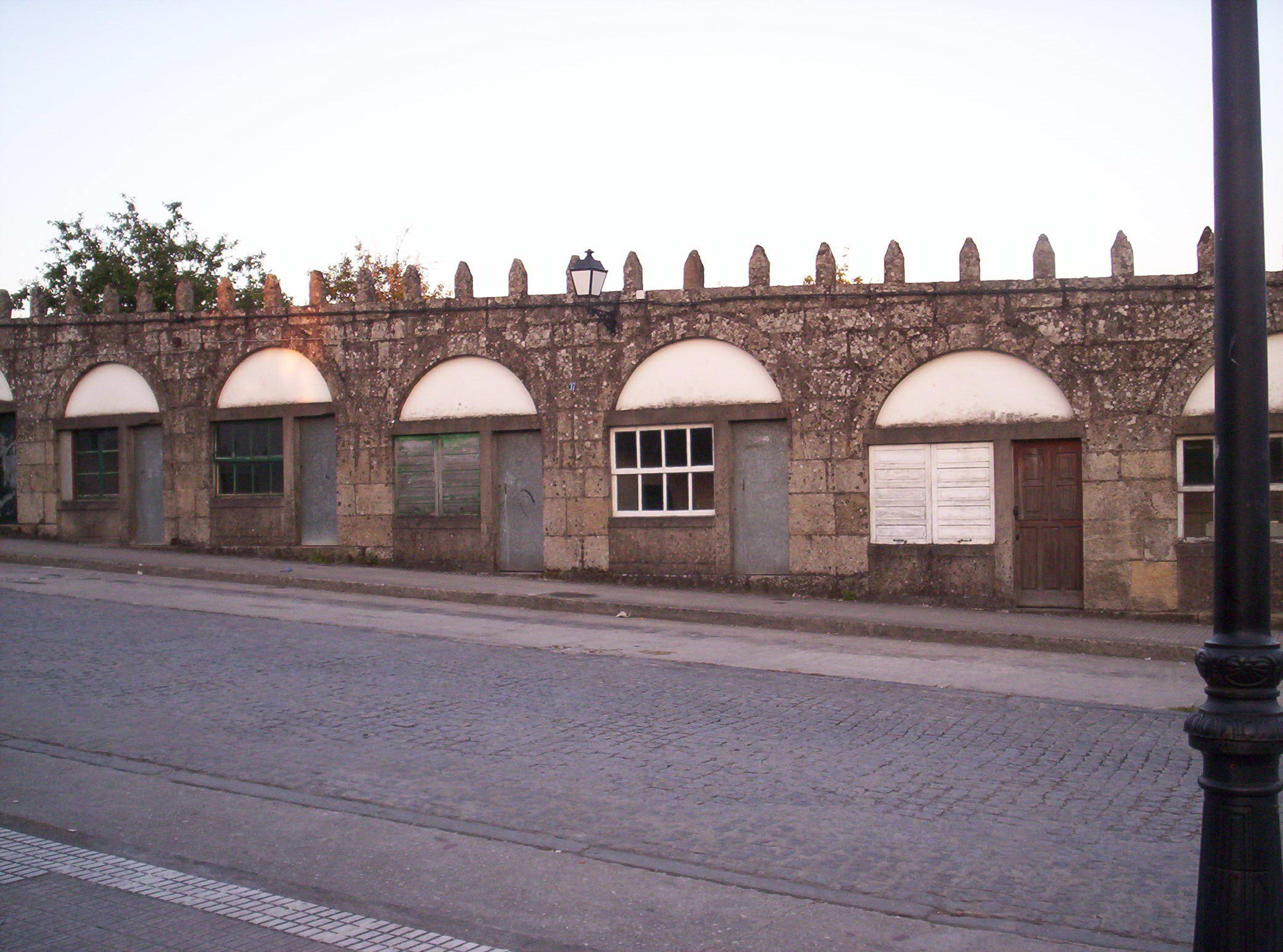
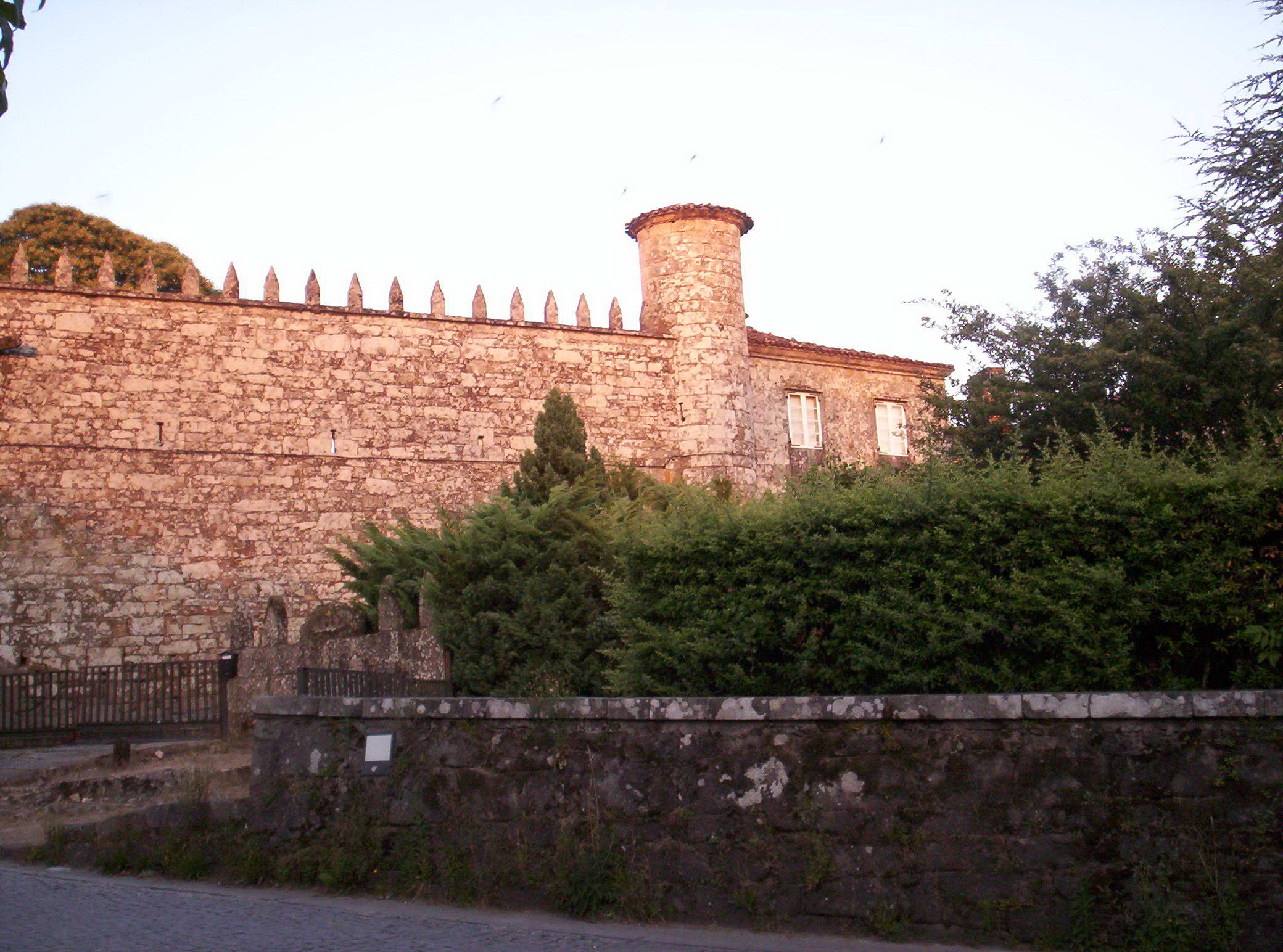

Pazo do Cotón
Parroquia de Portor

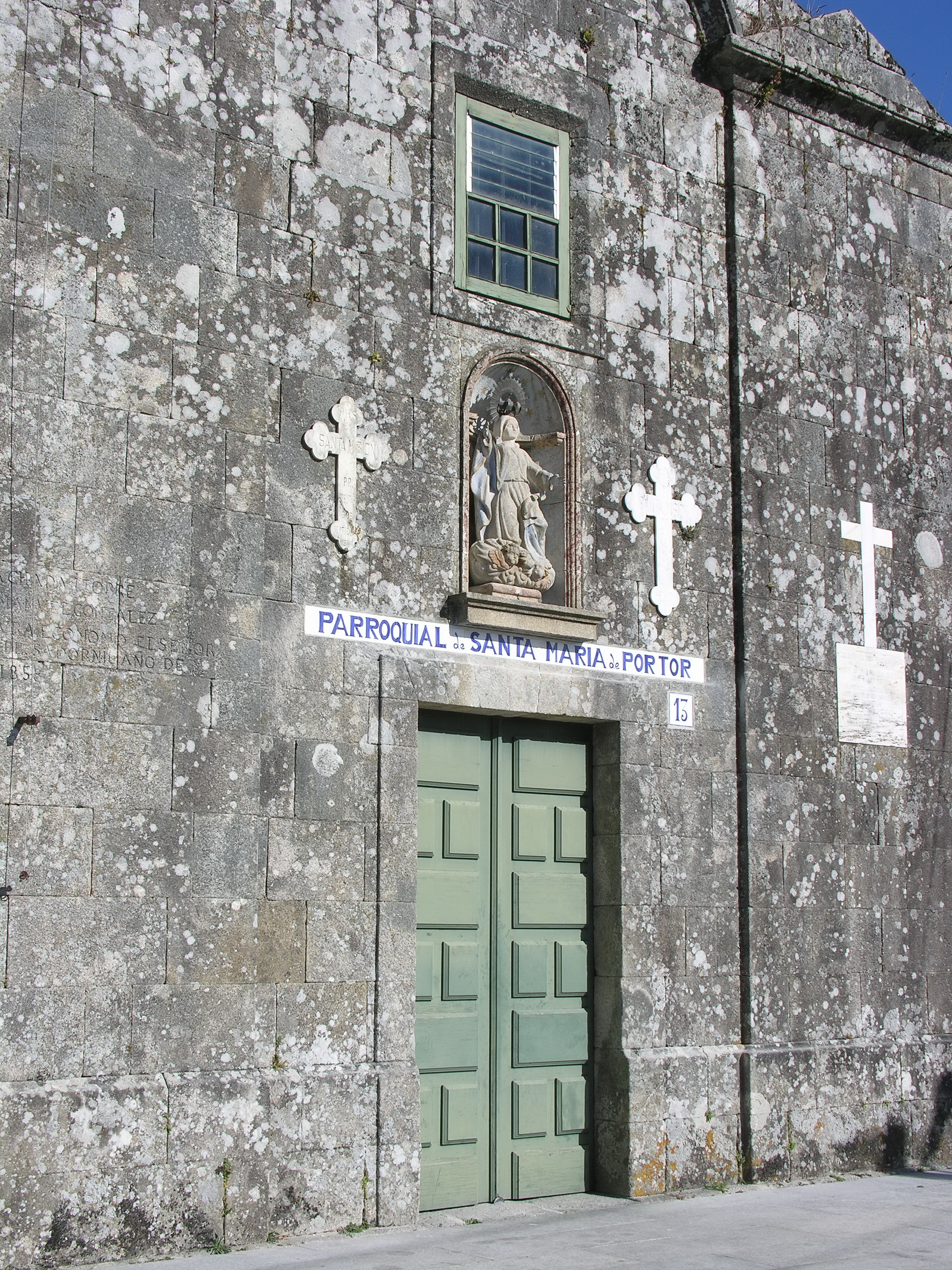
Entrada a la iglesia parroquial.
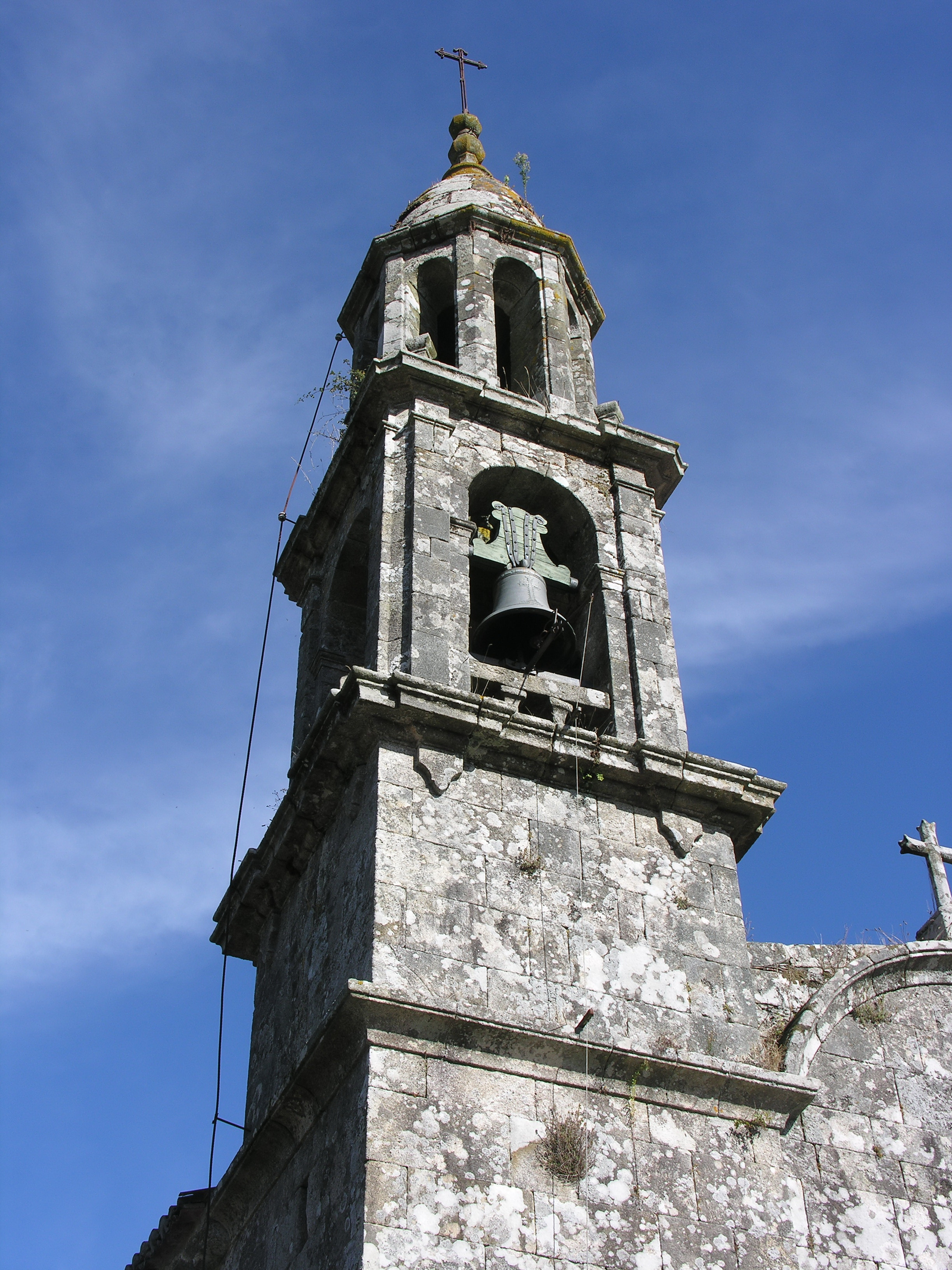
Torre de la iglesia parroquial.
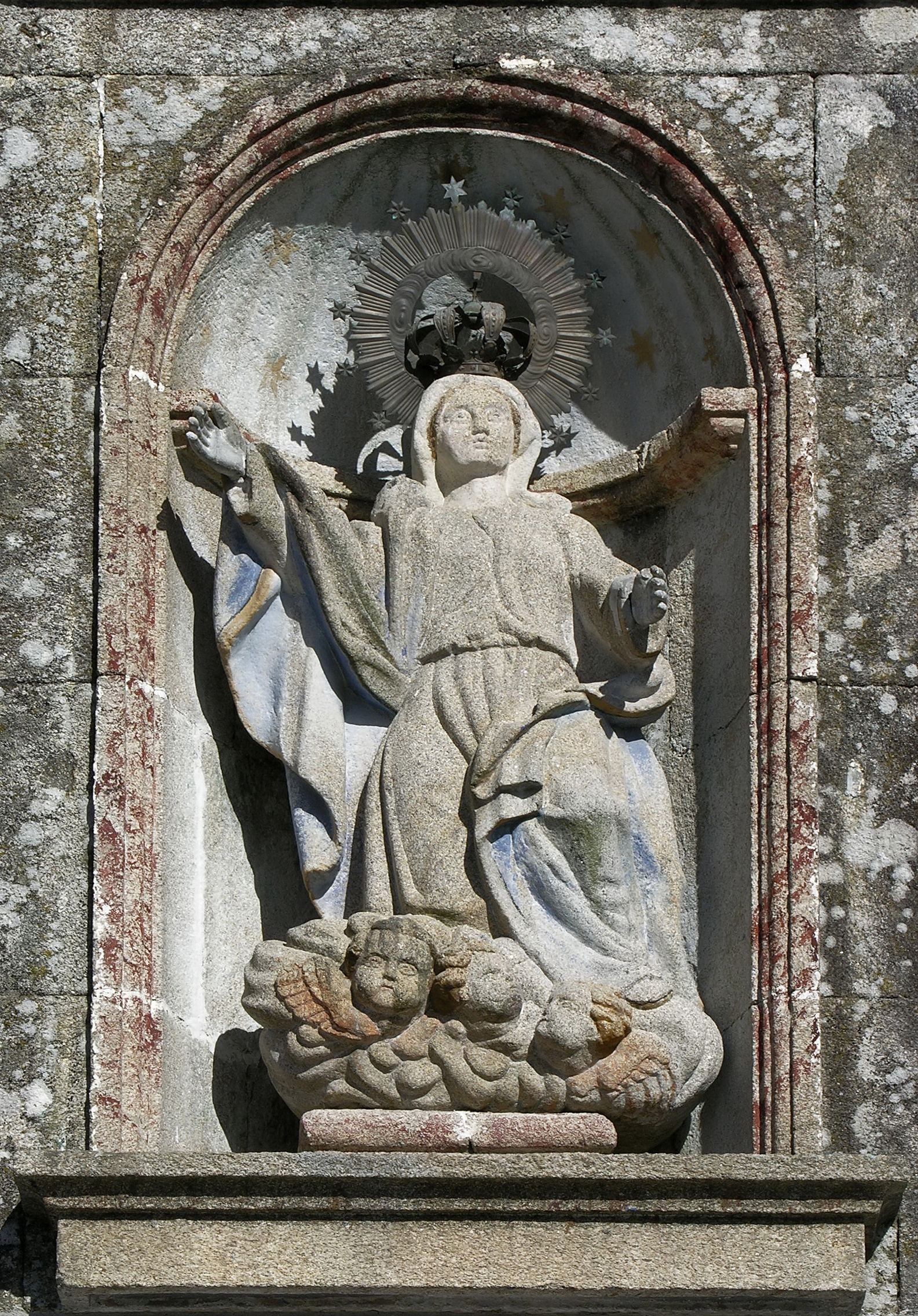
Detalle de la iglesia.

Centros educativos